# Simulium darjeelingense
Simulium darjeelingense es una especie de insecto del género Simulium, familia Simuliidae, orden Diptera.
Fue descrita científicamente por Datta, 1973.